# Channel Zero (Fernsehserie)
Channel Zero ist eine US-amerikanische Horrorserie im Stil einer Anthologie. Die Erstausstrahlung fand am 11. Oktober 2016 beim Sender Syfy statt. In Deutschland hatte sie am 15. Januar 2018 beim Sender TNT Serie Premiere. Im Januar 2019 gab der Sender bekannt, dass die Serie nicht verlängert wird.

## Handlung

### Staffel 1
Die erste Staffel basiert auf der Creepypasta-Geschichte „Candle Cove“ von Kris Straub.
Ein Kinderpsychologe kehrt in seine Heimatstadt zurück, um festzustellen, ob das Verschwinden seines Bruders irgendwie mit einer Reihe von ähnlichen Vorfällen und einer bizarren Fernsehsendung für Kinder verbunden ist, die gleichzeitig ausgestrahlt wurde.

### Staffel 2
Eine junge Frau und ihre Gruppe von Freunden besuchen ein bizarres Haus des Schreckens, nur um sich zu fragen, ob es eine bloße Touristenattraktion ist oder etwas Unheimlicheres dahinter steckt.

### Staffel 3
Eine junge Frau zieht in eine neue Stadt, die von einer Reihe von Vermisstenfällen heimgesucht wird.

### Staffel 4
Ein Ehepaar findet eine mysteriöse Tür im Keller, hinter der sich unvorstellbare Schrecken verbergen.

## Besetzung

### Staffel 1
- Paul Schneider als Mike Painter
- Fiona Shaw als Marla Painter
- Luisa D’Oliveira als Amy Welch
- Natalie Brown als Jessica Yolen
- Shaun Benson als Gary Yolen
- Luca Villacis als Eddie Painter/junger Mike Painter
- Abigail Pniowsky als Lilly Painter
- Marina Stephenson Kerr als Frances Booth

### Staffel 2
- Amy Forsyth als Margot Sleator
- Aisha Dee als Jules Koja
- Jeff Ward als Seth Marlowe
- Seamus Patterson als J.D. Shields
- Sebastian Pigott als Dylan Evans
- Jess Salgueiro als Lacey Evans
- Melanie Nicholls-King als Brenna Koja
- John Carroll Lynch als John Sleator

### Staffel 3
- Olivia Luccardi als Alice Woods
- Holland Roden als Zoe Woods
- Rutger Hauer als Joseph Peach
- Brandon Scott als Luke Vanczyk
- Gissette Valentin als Adrianna Gutierrez
- Diana Bentley als Edie Peach
- Luwam Mikael als Melissa Vanczyk
- Bradley Sawatzky als Aldous Peach
- Krisha Fairchild als Louise Lispector

### Staffel 4
- Maria Sten als Jillian Hope Hodgson
- Brandon Scott als Tom Hodgson
- Barbara Crampton als Vanessa Moss
- Steven Robertson als Ian
- Steven Weber als Abel Carnacki
- Troy James als Pretzel Jack
- Greg Bryk als Det. McPhillips
- Gregg Henry als Bill Hope
- Diana Bentley als Sarah Winters
- Marina Stephenson Kerr als Det. Fraser
- Stephen R. Hart als Tall Boy
- Nicholas Tucci als Jason